# مولهايم (سويسرا)
مولهايم (بالألمانية: Müllheim) هي بلدية سويسرية تتبع لمقاطعة فراونفيلد في كانتون تورغاو. تبلغ مساحتها 8.73 كيلومتر مربع، ويقدر عدد سكانها بـ 2884 نسمة (حسب تعداد ديسمبر 2015).